# Štěpánka Filipová
Štěpánka Filipová je česká manažerka, novinářka, tisková mluvčí a moderátorka. Zabývá se PR, komunikací a marketingem.

## Život
Po absolvování Gymnázia Jana Palacha v Mělníku vystudovala televizní žurnalistiku na Fakultě sociálních věd Univerzity Karlovy v Praze a marketingové a sociální komunikace na Fakultě multimediálních komunikací Univerzity Tomáše Bati ve Zlíně. Pracovala jako televizní redaktorka v domácím zpravodajství České televize. Rovněž psala o kultuře pro časopis Umění & Byznys a o informačních a komunikačních technologiích do časopisu Profit či pro servery Grafika.cz a Interval.cz.
V roce 2003 se začala věnovat marketingu a komunikaci. Byla ředitelkou komunikace a marketingu a tiskovou mluvčí České správy sociálního zabezpečení, kde mimo jiné napsala a zavedla do praxe komunikační strategii vůbec prvních e-Podání dokumentů přes Portál veřejné správy, tiskovou mluvčí a PR manažerkou Karlovarských minerálních vod,[ve zdroji nenalezeno] či vedoucí komunikace[zdroj?] a mluvčí Ministerstva práce a sociálních věcí.
Pracovala jako ředitelka marketingu a komunikace CzechInvestu, koordinovala komunikaci a spolupráci samospráv napříč Českou republikou jako mediální zástupkyně Svazu měst a obcí či Asociace krajů. Jako ředitelka komunikace, vedoucí tiskového oddělení a tisková mluvčí Ministerstva průmyslu a obchodu mimo jiné řešila krizovou komunikaci a komunikační strategii během pandemie covidu-19, výstavby nových jaderných bloků či po pádu některých dodavatelů energií. Pracovala také jako tisková mluvčí České centrály cestovního ruchu – CzechTourism[ve zdroji nenalezeno] a byla také zástupkyní ředitele odboru komunikace a tiskovou mluvčí České národní banky. Aktuálně[kdy?] se mimo jiné stará o PR a komunikaci Mezinárodního hudebního festivalu Český Krumlov.[zdroj?]

## Ocenění
- 1. vicemiss internet a Cybermiss 2001[13]
- Finalistka ocenění Mluvčí roku 2022[14]